# Forficula
Forficula (лат.) — род насекомых из семейства настоящих уховёрток. Наиболее распространенным видом является Forficula auricularia.

## Виды
Род Forficula насчитывает не менее 68 видов, это самый многочисленный род уховерток. Он родом из Старого Света, но некоторые виды, особенно Forficula auricularia, стали космополитами.
Некоторые виды
- Forficula abrutiana
- Forficula aetolica
- Forficula auricularia
- Forficula apennina
- Forficula davidi
- Forficula decipiens
- Forficula greeni
- Forficula harberei
- Forficula iberica
- Forficula laeviforceps
- Forficula lesnei
- Forficula lucasi
- Forficula lurida
- Forficula mikado
- Forficula planicollis
- Forficula pyrenaica
- Forficula pubescens
- Forficula riffensis
- Forficula ruficollis
- Forficula scudderi
- Forficula silana
- Forficula smyrnensis
- Forficula tomis
- Forficula vicaria
- Forficula vilmi[3]